# Жеты Жаргы
Жеты Жаргы (каз. Жеті Жарғы) — свод законов обычного права казахов, принятый в Казахском ханстве при хане Тауке. В научной литературе именуется как «Уложение хана Тауке», «Законы хана Тауке».

## История
Изменения политической структуры вызвали настоятельную необходимость переработки правовой базы организации казахского общества. Эта работа проводилась весь XVII век и при хане Тауке нашла своё закрепление в своде законов «Жеты жаргы» («Семь установлений»). Разработан был этот свод при участии известнейших биев Толе би (Старший жуз), Казыбек би (Средний жуз) и Айтеке би (Младший жуз) в начале XVIII века.
Термин «жаргы» происходит от древнетюркского слова «жар», означающего вынос решения по спорному вопросу.
Судопроизводство было основано на обычном праве — адате и мусульманском праве — шариате. Судебная функция была в руках биев-родоправителей. Особо сложные дела рассматривались съездом биев. В разбирательстве некоторых дел принимали участие султаны и хан. За разбор дел бии, султаны и хан получали вознаграждение — бийлик, ханлык, а также различные подарки.
Очевидно, что свод законов «Жеты Жаргы» прямо или косвенно наследует монгольскую «Яса» (каз. Жаса — пять уложений), которую Чингизхан ввёл в монгольских степях, и которая в XIII веке попала в Дешт-и Кипчак.
По сведениями историка Мухамеджана Тынышпаева единообразное применение и толкование положений «Жеты Жаргы» на всей территории Казахского ханства обеспечивалось ежегодным сбором биев всех жузов и племён в южной ставке Тауке-хана. Ежегодно осенью бии (степные судьи) всех трёх казахских жузов, кыргызов, каракалпаков, а также представители катаган, джайма и других мелких родов на 1—2 месяца собирались в ханской ставке «Ханабад» в урочище Куль-Тобе, которое располагалось на левом берегу реки Ангрен в 40 верстах на юг от Ташкента на территории нынешней Ташкентской области.

## Основные положения
Жеты Жаргы включал в себя следующие основные разделы:
- Земельный Закон (каз. Жер дауы), в котором обговаривалось решение споров о пастбищах и водопоях.
- Семейно-брачный закон, где устанавливался порядок заключения и расторжения брака, права и обязанности супругов, имущественные права членов семьи.
- Военный Закон, регламентирующий отправление воинской повинности, формирование подразделений и выборов военачальников.
- Положение о судебном процессе, обговаривающее порядок судебного разбирательства.
- Уголовный Закон, устанавливающий наказания за различные виды преступлений кроме убийства.
- Закон о куне (откупе), устанавливающий наказания за убийства и тяжкие телесные повреждения.
- Закон о вдовах (каз. Жесір дауы), регламентирующий имущественные и личные права вдов и сирот, а также обязательства по отношению к ним общины и родственников умершего.

Кроме «Жеты Жаргы» продолжал использоваться в качестве источника права «Кодекс Касым-хана» (каз. Қасым ханның қасқа жолы — Касыма праведный путь) особенно в области международного права и уложение Есим-хана (каз. Есім ханның ескі жолы — Есима исконный путь). Своеобразными дополнениями к кодексам были положения съездов биев — «Ереже», и «Билер сөзi» — рассказы, содержащие сведения о практике суда биев — судебном прецеденте.
Академик Алькей Маргулан в статье, посвящённой казахскому своду законов, кратко описал его так: «Жеті жарғы» имеет семь разделов:
- Мүлік заңы (Закон об имуществе)
- Қылмыс заңы (О преступлении)
- Әскери заң (О воинской обязанности)
- Елшілік жоралары (О дипломатии)
- Жұртшылық заңы (О гражданских лицах)
- Жесір дауы (Спор из-за вдовы)
- Құн дауы (Требование компенсации).